# Washington megye (Maine)
Washington megye az Amerikai Egyesült Államokban, azon belül Maine államban található. Megyeszékhelye Machias, legnagyobb városa Calais. Lakosainak száma 31 095 fő (2020. április 1.). Washington megye York, Aroostook, Hancock és Penobscot megyékkel határos.

## Népesség
A megye népességének változása:
| Lakosok száma | 32 806 | 32 704 | 32 481 | 32 190 | 31 625 | 31 095 |
|               | 2010   | 2011   | 2012   | 2013   | 2015   | 2020   |